# 제이 힉맨
제이 힉맨(Jay Hickman, 1973년 5월 23일 ~ )은 미국의 남성 성우, 배우이다. 프린세스 츄츄에서는 뮤토역을 하고 있다.